# Football Club Bassin d'Arcachon Sud
O Football Club Bassin d'Arcachon Sud é um clube de futebol francês . Sua sede fica localizada em Arcachon, e atualmente disputa o Championnat National 3 (quinta divisão nacional).
Fundado em 1923, utiliza o Stade Jean Brousse (capacidade para 1.500 lugares) para mandar seus jogos. Suas cores são azul-marinho e laranja.
Foi no Bassin d'Arcachon que o ex-atacante Jean-Pierre Papin iniciou sua carreira de técnico, em 2004, e ajudou a equipe a obter o acesso ao CFA-2 (atual Championnat National 2), chamando a atenção do Strasbourg, que o contrataria em 2006. Papin ainda voltaria ao clube em 2014, após ficar 4 anos fora dos gramados.

## Títulos
- Liga de Futebol da Aquitânia: 4 (1993–94, 2001–02, 2004–05 e 2013–14)